# Цілісність
Цілісність (англ. integrity) — внутрішня єдність, пов'язаність усіх частин чого-небудь, єдине ціле. В інформаційній системі — стан даних або інформаційної системи, в якій дані та програми використовуються встановленим чином, що забезпечує:
- стійку роботу системи;
- автоматичне відновлення у випадку виявлення системою потенційної помилки;
- автоматичне використання альтернативних компонентів замість тих, що вийшли з ладу.

Для інформаційної системи можна розглядати такі поняття як цілісність даних, цілісність інформації, цілісність бази даних, цілісність інформаційної системи і таке інше.
Цілісність даних [data integrity] — в інформаційній системі — стан при якому дані, що зберігаються в системі, в точності відповідають даним у вихідних документах; властивість, що має відношення до набору даних і означає, що дані не можуть бути змінені або зруйновані без санкції на доступ. Цілісність даних вважається збереженою, якщо дані не спотворені і не зруйновані (стерті).
Семантична цілісність даних [semantic data integrity] — стан даних, коли вони зберігають свій інформаційний зміст та однозначність інтерпретації в умовах випадкових впливів.
Цілісність інформації [information integrity] — властивість інформації, яка полягає в тому, що інформація не може бути модифікована неавторизованим користувачем і (або процесом). Інформація зберігає цілісність, якщо дотримуються встановлені правила її модифікації (видалення).
Цілісність бази даних [database integrity] — стан бази даних, коли всі значення даних правильні в тому сенсі, що відображають стан реального світу (в межах заданих обмежень по точності та часовій узгодженості) і підпорядковуються правилам взаємної не суперечливості. Підтримка цілісності бази даних включає перевірку цілісності і відновлення з будь-якого неправильного стану, яке може бути виявлено; це входить у функції адміністратора бази даних.
Цілісність системи [system integrity] — властивість системи, яка полягає в тому, що жоден її компонент не може бути усунений, модифікований або доданий з порушенням політики безпеки.
Цілісність адміністративна [mandatory integrity] — послуга безпеки, яка забезпечує цілісність інформації відповідно до принципів керування доступом довірчого.
Цілісність довірча [discretionary integrity] — послуга безпеки, яка забезпечує цілісність інформації відповідно до принципів адміністративного керування доступом.
Цілісність об'єкта [object integrity] — властивість об'єкта доступу, що характеризує його авторизований стан.
Цілісність договору

## Сприйняття в інших мовах
Згідно англ. версії статті Вікі, термін означає стійкі моральні переконання бути чесним. Тобто, цілісність індивіда в його позитивному світогляді та вчинках.